# Lliga catalana d'hoquei sobre patins masculina 1990-1991
La Lliga catalana d'hoquei sobre patins 1990-91 fou la segona edició de la Lliga catalana, considerada com la competició successora del Campionat de Catalunya d'hoquei patins. Se celebrà des del 16 de setembre fins al 30 de desembre de 1990 i fou organitzada per la Federació Catalana de Patinatge. Hi participaren tretze equips, la majoria dels quals participants de la Lliga estatal. La competició es disputà en dues fases, la primera, en format regular, i, la segona, en format d'eliminació directa. A la primera fase, els tretze equips s'organitzaren en quatre grups i disputaren una lligueta a doble volta. Els primers classificats de cadascun dels grups accediren a la següent fase de la competició.

## Clubs participants
- Futbol Club Barcelona
- Sistemes de Control Blanes
- CP Flix Megawatt
- Noia Ron Negrita
- ONCE Igualada
- Estrumetal SHUM Maçanet
- Amana Mollet
- HC Desmon Piera
- Reus Deportiu Liebherr
- CP Tordera Font d'Or
- FIATC Vilanova
- Casa Tarradellas CP Vic
- Cata Voltregà

## Fase regular
|                                       | Equip classificat per la fase final |
| Nota: Noms dels equips segons l'època |                                     |

### Grup 1
| Pos | Equip                      | PJ | PG | PE | PP | GF | GC | DG  | Pts |  | REU | BLA  | TOR | FLI |
| --- | -------------------------- | -- | -- | -- | -- | -- | -- | --- | --- |  | --- | ---- | --- | --- |
| 1   | Reus Deportiu Liebherr     | 5  | 4  | 0  | 1  | 30 | 16 | +14 | 8   |  | —   | 8–2  | 5–3 |     |
| 2   | Sistemes de Control Blanes | 5  | 4  | 0  | 1  | 33 | 18 | +15 | 8   |  | 4–5 | —    | 4–7 | 6–5 |
| 3   | CP Tordera Fontdor         | 6  | 2  | 0  | 4  | 22 | 38 | −16 | 4   |  | 5–4 | 10–2 | —   | 8–3 |
| 4   | CP Flix Megawatt           | 4  | 0  | 0  | 4  | 13 | 26 | −13 | 0   |  | 2–8 | 3–4  |     | —   |

### Grup 2
| Pos | Equip                   | PJ | PG | PE | PP | GF | GC | DG  | Pts |  | FCB | VIC  | VIL |
| --- | ----------------------- | -- | -- | -- | -- | -- | -- | --- | --- |  | --- | ---- | --- |
| 1   | FC Barcelona            | 4  | 2  | 1  | 1  | 33 | 20 | +13 | 5   |  | —   | 13–4 | 9–4 |
| 2   | Casa Tarradellas CP Vic | 4  | 2  | 1  | 1  | 22 | 27 | −5  | 5   |  | 5–5 | —    | 7–6 |
| 3   | FIATC Vilanova          | 4  | 1  | 0  | 3  | 20 | 28 | −8  | 2   |  | 7–6 | 3–6  | —   |

### Grup 3
| Pos | Equip            | PJ | PG | PE | PP | GF | GC | DG  | Pts |  | NOI | IGU | MOL  |
| --- | ---------------- | -- | -- | -- | -- | -- | -- | --- | --- |  | --- | --- | ---- |
| 1   | Noia Ron Negrita | 4  | 2  | 1  | 1  | 19 | 18 | +1  | 5   |  | —   | 5–3 | 5–7  |
| 2   | ONCE Igualada    | 4  | 2  | 1  | 1  | 24 | 13 | +11 | 5   |  | 3–3 | —   | 10–3 |
| 3   | Amana Mollet     | 4  | 1  | 0  | 3  | 17 | 29 | −12 | 2   |  | 5–6 | 2–8 | —    |

### Grup 4
| Pos | Equip                   | PJ | PG | PE | PP | GF | GC | DG  | Pts |  | VOL | PIE | MAÇ |
| --- | ----------------------- | -- | -- | -- | -- | -- | -- | --- | --- |  | --- | --- | --- |
| 1   | Cata Voltregà           | 4  | 3  | 1  | 0  | 20 | 5  | +15 | 7   |  | —   | 8–1 | 5–1 |
| 2   | HC Desmon Piera         | 4  | 2  | 1  | 1  | 12 | 15 | −3  | 5   |  | 3–3 | —   | 4–2 |
| 3   | Estrumetal SHUM Maçanet | 4  | 0  | 0  | 4  | 5  | 17 | −12 | 0   |  | 0–4 | 2–4 | —   |

## Fase final
|  | Semifinals               | Semifinals    |                          |       | Final | Final |
|  |                          |               |                          |       |       |       |
|  | 29 de desembre 16:30 CET |               |                          |       |       |       |
|  |                          |               |                          |       |       |       |
|  | Noia Ron Negrita         | 6             |                          |       |       |       |
|  | Noia Ron Negrita         | 6             | 30 de desembre 12:30 CET |       |       |       |
|  | FC Barcelona             | 5             |                          |       |       |       |
|  | FC Barcelona             | 5             | Noia Ron Negrita         | 6 (2) |       |       |
|  | 29 de desembre 18:00 CET |               | Noia Ron Negrita         | 6 (2) |       |       |
|  |                          | Cata Voltregà | 6 (3)                    |       |       |       |
|  | Reus Deportiu Liebherr   | Cata Voltregà | 6 (3)                    | 5     |       |       |
|  | Reus Deportiu Liebherr   |               |                          | 5     |       |       |
|  | Cata Voltregà            | 6             |                          |       |       |       |
|  | Cata Voltregà            | 6             | Tercer i quart lloc      |       |       |       |
|  |                          |               |                          |       |       |       |
|  | 30 de desembre 11:00 CET |               |                          |       |       |       |
|  |                          |               |                          |       |       |       |
|  | FC Barcelona             | 5             |                          |       |       |       |
|  | FC Barcelona             | 5             |                          |       |       |       |
|  | Reus Deportiu Liebherr   | 4             |                          |       |       |       |

### Tercer i quart lloc
| FC Barcelona                                | 5‐4     | Reus Deportiu Liebherr                    |
| ------------------------------------------- | ------- | ----------------------------------------- |
| Pauls 4', 5', 29' · Gimeno 21' · Benito 31' | Informe | Alabart 5' · Sabater 25' · Cairo 26', 28' |

## Final
| Noia Ron Negrita                                      | 6-6 (pr.) | Cata Voltregà                                            |
| ----------------------------------------------------- | --------- | -------------------------------------------------------- |
| Ballabriga 21', 49' · Hom 24', 29', 57', 58'          | Informe   | Cáceres 4', 16' · Ferran 33' · Polán 33' · Sala 54', 57' |
| Tanda de penals                                       |           |                                                          |
| Torner · Puig · Ballabriga · Buxaderas · Hom · Torner | 2-3       | Pujol · Sala · Capdevila · Ferran · Polán · Ferran       |

| Noia Ron Negrita | Cata Voltregà |

| #                    | Pos. | Nom                |           |
| -------------------- | ---- | ------------------ | --------- |
|                      | POR  | Emili Baldris      |           |
|                      |      | Josep Enric Torner | Amonestat |
|                      |      | Enric Buxaderas    |           |
|                      |      | Joan Torner        |           |
|                      |      | Carles Puig        |           |
|                      |      | Antoni Ballabriga  | Amonestat |
|                      |      | Jordi Hom          |           |
| Entrenador           |      |                    |           |
| Jose Antonio Del Rio |      |                    |           |

| Campió de la Lliga catalana 1990-91 |
| ----------------------------------- |
| Cata Voltregà Primer títol          |

| #          | Pos. | Nom              |                                   |
| ---------- | ---- | ---------------- | --------------------------------- |
|            | POR  | Nazari           |                                   |
|            |      | Adam Pujol       | Amonestat                         |
|            |      | Carles Capdevila |                                   |
|            |      | Joan Cáceres     |                                   |
|            |      | Xavi Salas       | Amonestat                         |
|            |      | Joan Ferran      |                                   |
|            |      | Eduard Polán     | Amonestat · Amonestat · Amonestat |
| Entrenador |      |                  |                                   |
|            |      |                  |                                   |